# Манандоніт
Манандоні́т (рос. манандонит; англ. manandonite; нім. Manandonit m) — мінерал, бороалюмосилікат літію й алюмінію шаруватої будови.

## Загальний опис
Хімічна формула: LiAl4[(OH)8|AlBSi2O10].
Містить (%): Li2O — 4,0; Al2O3 — 47,8; B2O3 — 9,4; SiO2 — 24,2; H2O — 14,6.
Сингонія ромбічна або моноклінна.
Вид псевдогексагональний.
Спайність досконала.
Утворює зростки у вигляді розеток.
Густина 2,89.
Безбарвний.
Полиск перламутровий.
Зустрічається в пегматитах з кварцом і червоним турмаліном.
Рідкісний.
За назвою родовища Манандон на острові Мадагаскар, A.Lacroix, 1912.